# Thubœuf
Thuboeuf är en kommun i departementet Mayenne i regionen Pays de la Loire i nordvästra Frankrike. Kommunen ligger i kantonen Lassay-les-Châteaux som tillhör arrondissementet Mayenne. År 2022 hade Thuboeuf 270 invånare.

## Befolkningsutveckling
Antalet invånare i kommunen Thuboeuf
| Referens: INSEE |